# Bulnesia arborea
Bulnesia arborea és un arbre de gran part del nord de Sud-amèrica, en la regió de les Guaianes, de Veneçuela, Colòmbia, Guyana. De vegades en el mercat internacional l'hi nomena com Paraguai lignum vitae, ja que les seves propietats i usos són similars al guaiac, arbre del gènere Guaiacum.
Creix en vores de carreteres, camins i rius, i en l'interior de boscos secs, sub-xerofítics i espinosos.

## Usos
La fusta de Bulnesia arborea és:
- albura: blanca grogenca a verd
- duramen: verd parduscu, amb nusos, gra fi i recte.

El ritidoma (escorça) és mayormente fi i grogenca lleu. La densitat d'aquesta fusta és entre 0,92 a 1,1 g/cm³.
Molt usat en construccions civils i en navals, torneria, elaboració de durmients de ferrocarril. És planta ornamental en jardineria. La fusta ha d'utilitzar-se recién tallada, ja que a l'assecar-se es posa extremadament dura i ja no és aprovechable.
El vora s'empra per a gravats i quan es necessita una fusta durable. De la seva fusta s'extreu l'oli de guaiac (o guayacol) per a ingredient de perfums. El seu resina pot obtenir-se amb solucionis orgànics, empleada per a fer vernís i pintures fosques.
És apreciat per les seves propietats protectors de la pell humana amb la seva essència. Dona un bon carbó i bigues d'alta qualitat. Igniciona fàcilment, i produeix un fum fragant.
Les dues espècies més conegudes són la Bulnesia arborea i la Bulnesia sarmientoi.